# Arapiles (1868)
La fragata blindada Arapiles fue un buque blindado mixto (de vela y vapor), de la Armada Española, construido en Inglaterra. Recibía su nombre en memoria de la Batalla de los Arapiles. 

## El buque

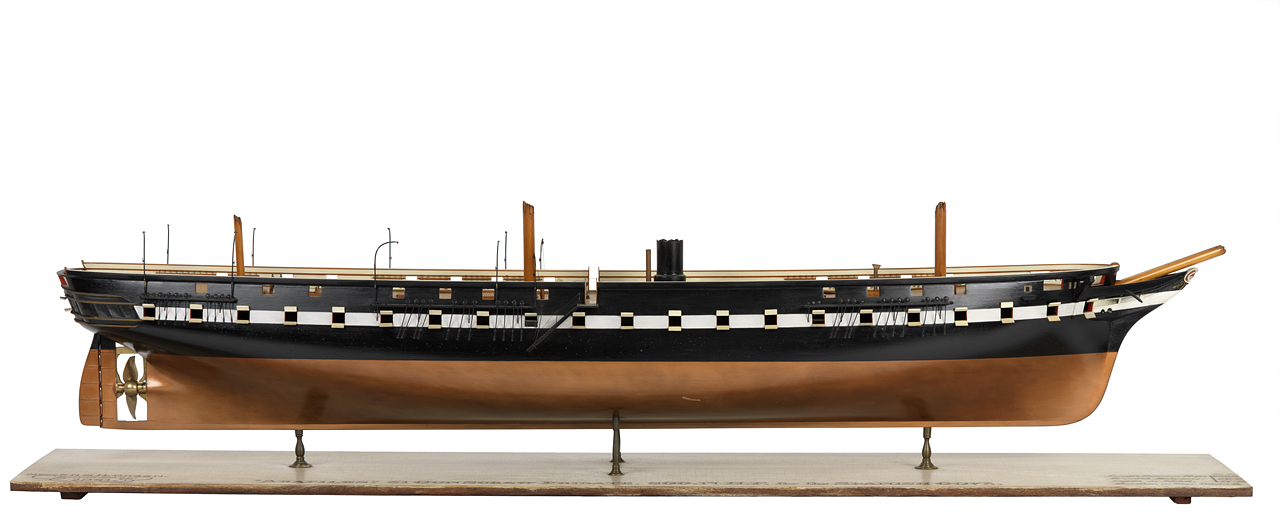
Maqueta del perfil del casco de la Arapiles.

La Arapiles, construida por el astillero Green, en Inglaterra, con un coste equivalente a 6 601 672 pesetas, tenía inicialmente el casco de madera. 
Más tarde fue protegido por una coraza de hierro de 120 mm, que cubría la mayor parte del casco desde la cubierta alta, hasta 1,20 m por debajo de la línea de flotación; dicha conversión fue realizada en los astilleros Blackwall. Tenía una eslora de 85 m y una manga de 16,48 m; su arboladura contaba con tres palos verticales (el mayor de 16,427 m de altura) y un bauprés, para la navegación a vela; dos hélices, seis calderas y cinco carboneras que podían albergar 594 000 kg de carbón, lo que representaba el consumo de siete días a toda máquina. Disponía además de diecisiete cañones, tres canoas y diez botes.

## Historial

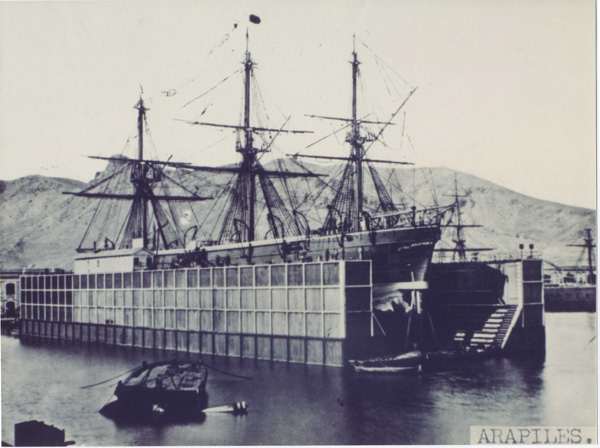
La fragata de hélice Arapiles en el dique flotante de Cartagena, en 1871.

Tras ser concluida no pudo partir hacia España , por estar España aún en Guerra con Chile y Perú. El Reino Unido incluía en sus acuerdos de neutralidad la negativa a vender carbón estatal, excepto si el buque se dirigía a un puerto de su metrópoli, e incautación de cualquier buque de guerra en construcción para un país beligerante.
Tras el armisticio del 18 de febrero de 1868 entre España y Chile, Gran Bretaña desbloqueó los buques construidos allí tanto para España como para Chile.
En 1871, fue asignada para defender los intereses españoles en Argel, durante la revolución de las kábilas o tribus fronterizas, aprovechando la guerra franco-prusiana. Terminada esta misión, ese mismo año fue enviada a la exposición marítima de Nápoles en representación de España. En la ciudad italiana embarcó una comisión arqueológica de científicos hacia el Próximo Oriente, además de "mostrar pabellón", tras más de ochenta años sin que ningún buque de guerra español recalase en aquellas aguas y que tenía como principal misión adquirir piezas procedentes de esta zona con destino al entonces recién fundado Museo Arqueológico Nacional (M.A.N.).
Tras finalizar la expedición científica, la Arapiles fue destinada a La Habana. Al año siguiente, sufrió una grave avería durante una misión en las costas de Venezuela. Trasladada a Fort de France, se le hizo una reparación de urgencia, que se completaría posteriormente en Nueva York donde le sorprendió el asunto del Virginius. El viaje hasta la ciudad estadounidense se retrasó hasta la primavera siguiente, ya que era el otoño de 1872, y se temía una desgracia debido al tiempo tempestuoso de la época, por lo que se decidió aguardar en Guantánamo. En mayo de 1873, zarpó con rumbo a Nueva York junto con el vapor Isabel la Católica. El 23 de enero de 1874 partió de regreso a su base en La Habana totalmente reparada.

### Baja en la Armada
La Arapiles fue dada de baja en la Armada en 1878 ytras retirar su blindaje y comprobar el mal estado de su casco, que obligó a cancelar su reconstrucción en 1882. Fue desguazada al año siguiente en el arsenal de La Carraca (Cádiz).